# Адажио (мультфильм)
«Адажио» — российско-французско-испанский объёмный (из бумажных фигур) мультфильм киностудии анимационных фильмов «Стайер».

## Создатели
- Режиссёр, автор сценария, продюсер — Гарри Бардин
- Художник-постановщик — Аркадий Мелик-Саркисян
- Художник по куклам — Лидия Маятникова
- Операторы-постановщики — Игорь Скидан-Босин, Александр Двигубский
- Аниматоры — Ирина Собинова-Кассиль, Лидия Маятникова, Наталья Тимофеева (Федосова)
- Художник — Владимир Маслов
- Ассистент художника — Виктор Корябкин
- Художник по свету — Юрий Лахов
- Звукорежиссёр — Владимир Виноградов
- Режиссёр перезаписи — Владимир Кузнецов
- Монтажёр — Ирина Собинова-Кассиль
- Цветоустановщик — Жермена Фирсова
- Директор картины — Наталья Донатова[1]
- Композитор — Ремо Джадзотто

## Сюжет
По местности идет толпа серых бумажных журавликов. Их сдувает ветер с песком. Но тут появляется Белый журавлик и спасает их, закрывая собой от ветра. После того, как опасная зона пройдена, толпа замечает, что спаситель не такой, как они. Бумажки решают запятнать его грязью и сделать таким же, как они. После ряда неудачных попыток неблагодарные серые журавли убивают своего спасителя, разорвав его на части. Но Белый собирается и возносится на небо, от чего оно из серого становится голубым и светлым. Бумажные журавли продолжают свой путь, неся портреты Белого, но тут появляется другой не похожий на них журавлик, только теперь Чёрный, и на него смотрят тем же взглядом, что сперва на Белого.
На протяжении всего мультфильма звучит Адажио соль минор Ремо Джадзотто, широко известное как Адажио Альбинони, в исполнении Берлинского Филармонического Оркестра п/у Герберта фон Караяна (запись 1987).

## Награды
- 2000 год — Гран-при, приз «Выборгский счёт», Приз Российско-Европейской киноассоциации на VIII фестивале Российского кино «Окно в Европу»
- 2000 год — Гран-при Международного правозащитного фестиваля «Сталкер»
- 2000 год — Специальный приз жюри МКФ в Марита
- 2001 год — Золотой приз на МКФ в Нью-Йорке
- 2001 год — Премия Российской киноакадемии «НИКА»
- 2001 год — Гран-при МКФ в Руане
- 2001 год — Приз жюри МКФ в Тегеране
- 2001 год — Приз МКФ в Катаре